# Mad Season
Mad Season – amerykańska supergrupa rockowa powstała w 1994 w Seattle w stanie Waszyngton z inicjatywy gitarzysty Pearl Jam, Mike’a McCready’ego. Trzon zespołu stanowili: wokalista Layne Staley (Alice in Chains), basista John Baker Saunders i perkusista Barrett Martin (Screaming Trees). W trakcie swojej aktywności muzycznej zespół zarejestrował album studyjny Above, wydany w marcu 1995, który promowany był przez trzy single – „River of Deceit”, „I Don’t Know Anything” oraz „Long Gone Day”. Pomimo sukcesu komercyjnego, Mad Season okazał się krótkotrwałym projektem muzycznym.
Szansę na dalszą działalność przekreśliła śmierć dwóch członków grupy – Johna Bakera Saundersa w styczniu 1999 i Layne’a Staleya w kwietniu 2002. Zespół reaktywował się kilkukrotnie przy okazji pojedynczych koncertów w 2012 oraz w latach 2014–2015.

## Historia

### Gacy Bunch (1994)

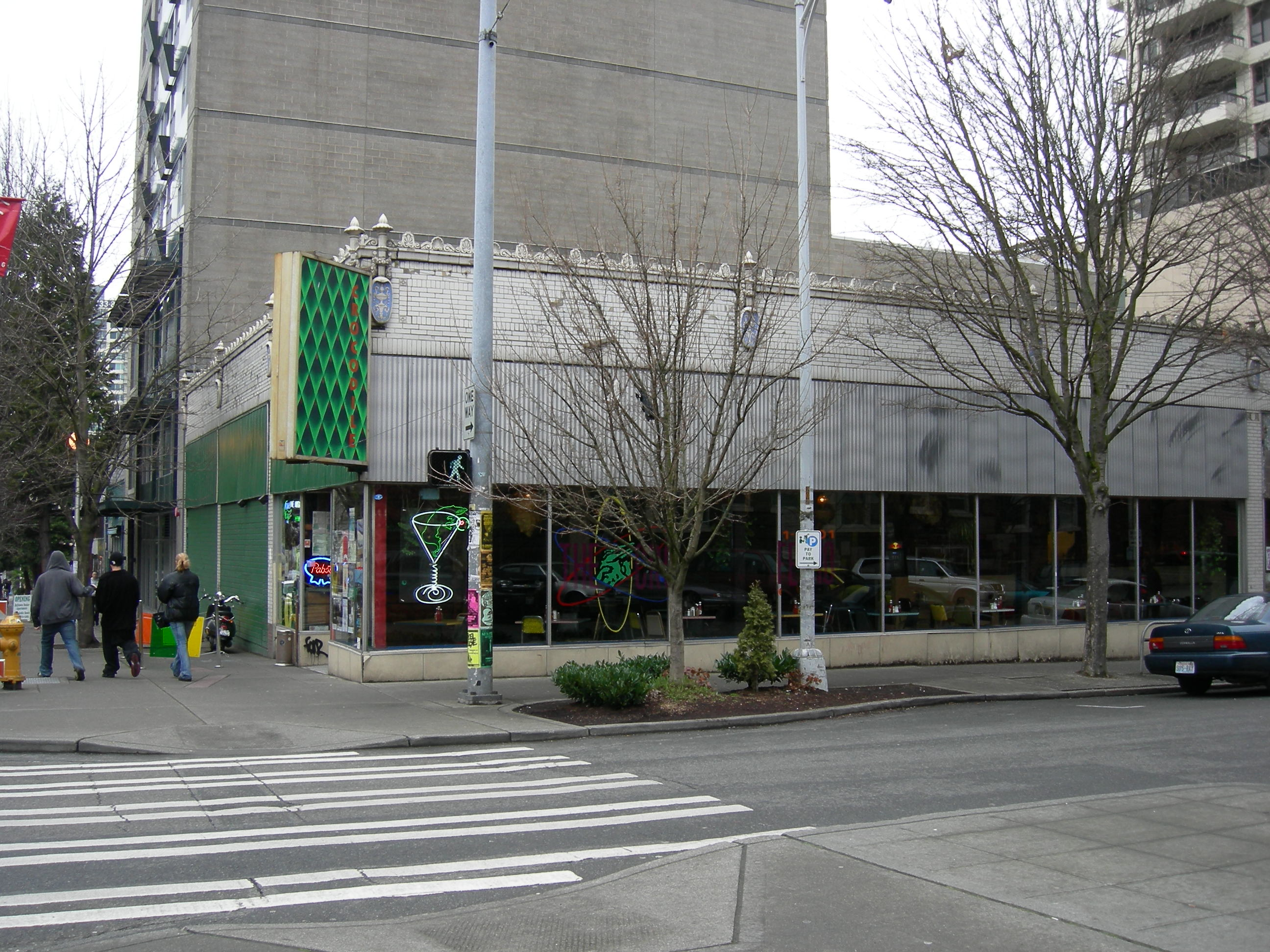
Crocodile Cafe – miejsce, gdzie zespół debiutował jako Gacy Bunch

W drugiej połowie 1994, w trakcie produkcji trzeciego albumu studyjnego Vitalogy zespołu Pearl Jam, gitarzysta Mike McCready udał się do kliniki w Minneapolis na leczenie odwykowe spowodowane uzależnieniem od alkoholu i narkotyków. Tam poznał basistę Johna Bakera Saundersa, udzielającego się w projektach muzycznych wykonujących muzykę z pogranicza bluesa i blues rocka. Współpracował on między innymi z Hubertem Sumlinem, The Lamont Cranston Band i lokalną sceną w Chicago. Po powrocie do Seattle Saunders podróżował wraz z Pearl Jam podczas tras. McCready zakupił sprzęt dla basisty w sklepie mieszczącym się przy Pioneer Square, który należał do Evana Sheeley’ego. Gitarzysta skontaktował się z perkusistą Barrettem Martinem, przekładając mu propozycję współpracy. Martin zgodził się, ponieważ jego macierzysty zespół Screaming Trees był w owym czasie nieaktywny. „Natychmiast polubiłem Bakera, ponieważ miał tak bluesową przeszłość – pochodził z Chicago i pomiędzy naszą trójką panowała dobra chemia”. Skład uzupełnił wokalista Alice in Chains, Layne Staley, którego McCready i Saunders odwiedzali w domu. Po odbyciu dwóch lub trzech wspólnych prób 12 października muzycy zorganizowali koncert w klubie muzycznym Crocodile Cafe. Na potrzeby występu nazwali się Gacy Bunch, inspirując się postacią amerykańskiego seryjnego mordercy z Chicago Johna Wayne’a Gacy’ego oraz znanego serialu telewizyjnego z lat 70. The Brady Bunch. Materiał koncertowy, zarejestrowany w formacie bootlega, wypełniły szkice i instrumentalne wersje utworów, które później ukazały się na debiutanckim albumie studyjnym. Zespół wykonał również instrumentalną wersję coveru Jimiego Hendrixa „Voodoo Child (Slight Return)”.
Na fali pozytywnego przyjęcia członkowie zespołu zorganizowali dwa kolejne występy w Crocodile Cafe w dniach 6 i 20 listopada.

### Above(1994–1995)

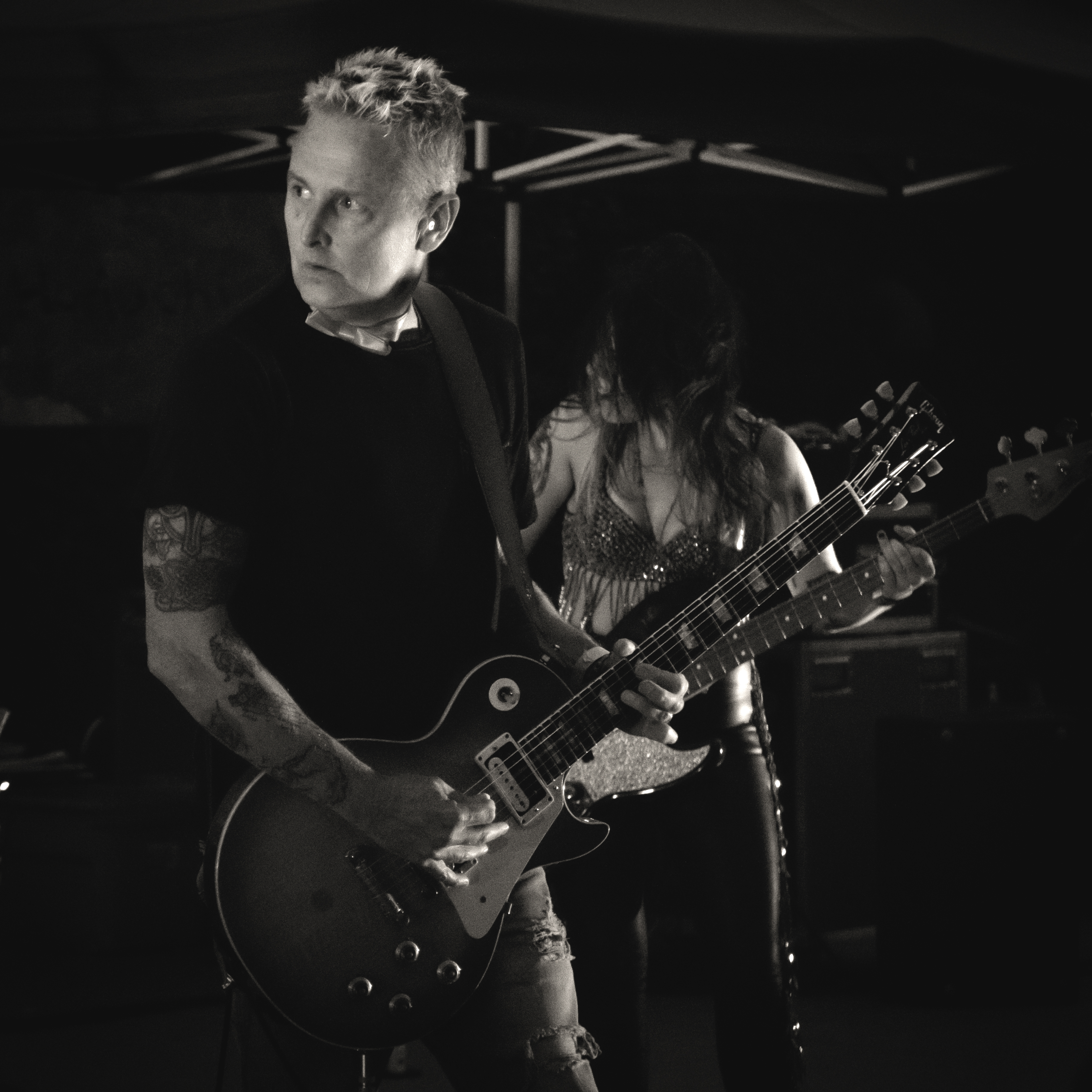
Założyciel Mike McCready (2017)

Po uzyskaniu większego rozgłosu, McCready uświadamiając sobie negatywne konotacje dotyczące nazwy Gacy Bunch, postanowił ją zmienić. „To był żart, który był zabawny przez jakieś pięć minut, lecz gdy wybiła szósta minuta, nie był już tak zabawny”. Wybór padł na Mad Season. „Wiele grzybów halucynogennych rośnie w okolicach Surrey w Anglii, gdzie wykonaliśmy proces miksowania naszego pierwszego albumu, a tamtejsi ludzie określają ten czas mianem «mad season», ponieważ błądzą w szaleństwie, zbierając grzyby z połową swoich umysłów. Termin ten zawsze tkwi w mojej świadomości, ponieważ odnosi się do moich ostatnich lat, okresu picia i narkomanii”. Krisha Augerot, która ówcześnie współpracowała z menedżerem Pearl Jam Kellym Curtisem, została przydzielona do nadzorowania projektu Mad Season.
Pod koniec roku muzycy przystąpili do pracy nad materiałem na debiutancki album. McCready początkowo przymierzał się do nagrania dema, lecz Staley opowiadał się za pełnometrażową płytą. Sesja nagraniowa odbyła się w Bad Animals Studio pod kierownictwem współpracującego z Pearl Jam inżyniera dźwięku Bretta Eliasona i asystenta Sama Hofstedta. W trakcie sesji Staley pracował nad tekstami i partiami wokalnymi. Hofstedt przyznawał, że wokalista przeważnie w studiu przebywał sam, gdzie obsługując maszynę taśmową, eksperymentował z własnymi pomysłami. Brett Eliason wspominał, że stopień uzależnienia Staleya od heroiny miał bezpośredni wpływ na pracę nad albumem. Wokalista podczas sesji czytał książkę Prorok autorstwa libańskiego pisarza Khalila Gibrana, której treść miała znaczący wpływ na powstanie warstwy lirycznej utworu „River of Deceit”. Gościnnie w nagraniach udział wziął wokalista Screaming Trees, Mark Lanegan i muzyk sesyjny Eric „Skerik” Walton. Martin w jednej z wypowiedzi przyznał: „Piosenki napisaliśmy w kilka tygodni, zagraliśmy parę niezapowiedzianych koncertów, i nagraliśmy album w około dwa tygodnie. To było szybkie”. McCready: „Całą muzykę Mad Season zrobiliśmy w około siedem dni. Kończenie wokali przez Layne’a zajęło mu kilka dni ponieważ ćwiczyliśmy tylko dwa razy i zagraliśmy cztery koncerty”.

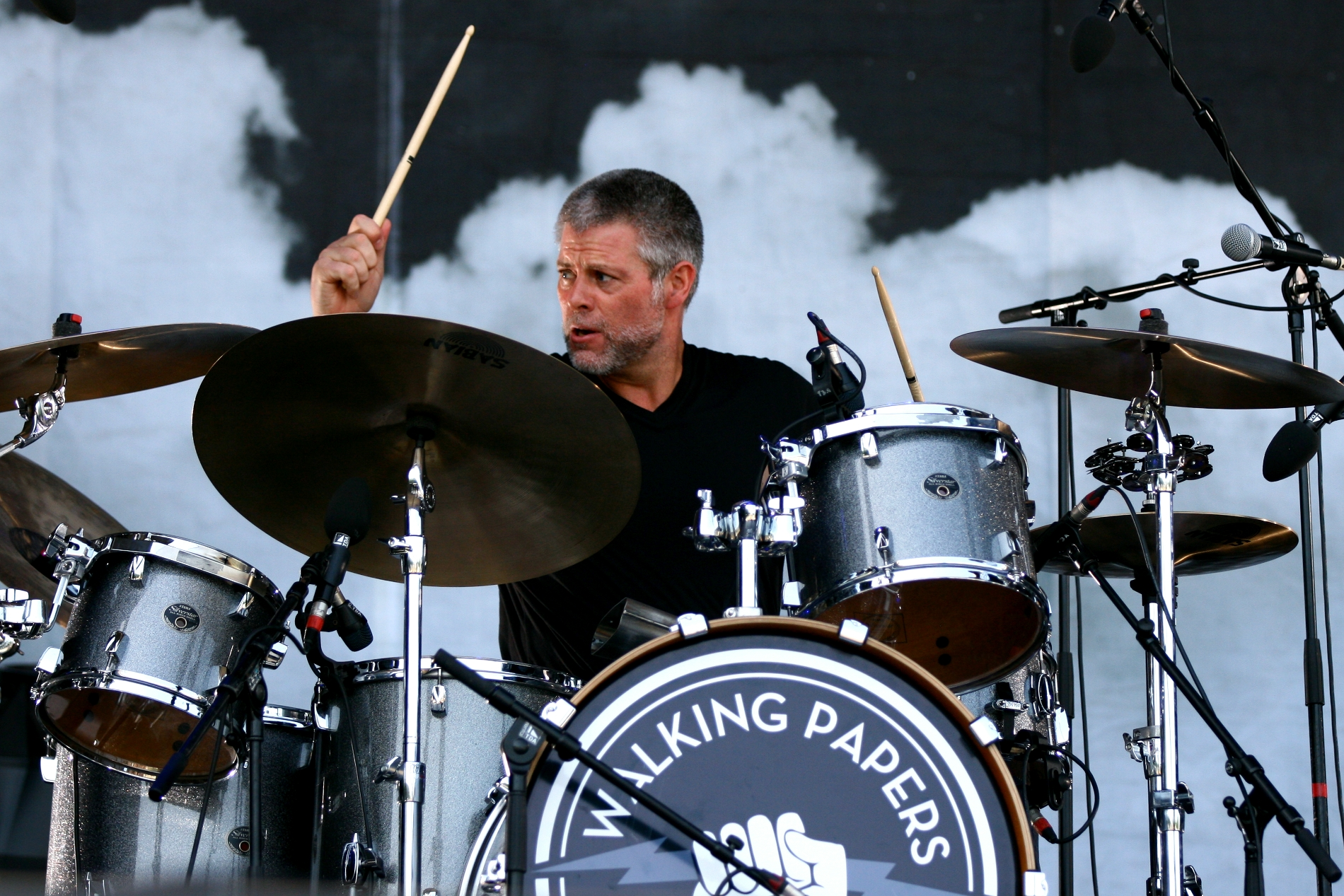
Perkusista Barrett Martin (2014)

31 grudnia muzycy wystąpili w klubie RKCNDY w Seattle podczas noworocznego koncertu. W roli supportu zaprezentowała się formacja Second Coming. 8 stycznia 1995 członkowie zespołu wystąpili u boku między innymi Krista Novoselicia, Mudhoney i Soundgarden, w audycji radiowej Self-Pollution, nadawanej drogą satelitarną z piwnicy domu Eddiego Veddera. Grupa podczas minikoncertu wykonała na żywo „Lifeless Dead” i „I Don’t Know Anything”.
14 marca wytwórnia Columbia opublikowała album Above. Stephen Thomas Erlewine z AllMusic napisał, że brzmi on jak „skrzyżowanie Alice in Chains z Pearl Jam, biorąc na siebie ciężką powagę unowocześnienia gitarowego rocka lat 70. Alice i PJ z lat 90.”. Brytyjski magazyn „Melody Maker”, określił płytę jako „połączenie country z Black Sabbath”, dodając w dalszej części, że jest to „album nagrany przez znanych muzyków, którzy w tym czasie pragnęli odrobiny wyciszenia”. 1 kwietnia zadebiutował on na 24. pozycji zestawienia Billboard 200, utrzymując się na liście przez dwadzieścia siedem tygodni. Promowany był singlem „River of Deceit”, do którego został zrealizowany teledysk w reżyserii Josha Tafta. Utwór osiągnął umiarkowany sukces w notowaniach „Billboardu”, docierając do 9. lokaty Alternative Songs i 2. Mainstream Rock Songs. W celach promocyjnych zostały opublikowane dodatkowo dwa single – „I Don’t Know Anything” i „Long Gone Day”. Pierwszy z utworów zanotował 20. pozycję Mainstream Rock Songs. 14 czerwca Above uzyskał od Recording Industry Association of America certyfikat złotej płyty, po przekroczeniu progu pół miliona sprzedanych egzemplarzy.

### Live at The Moore(1995)

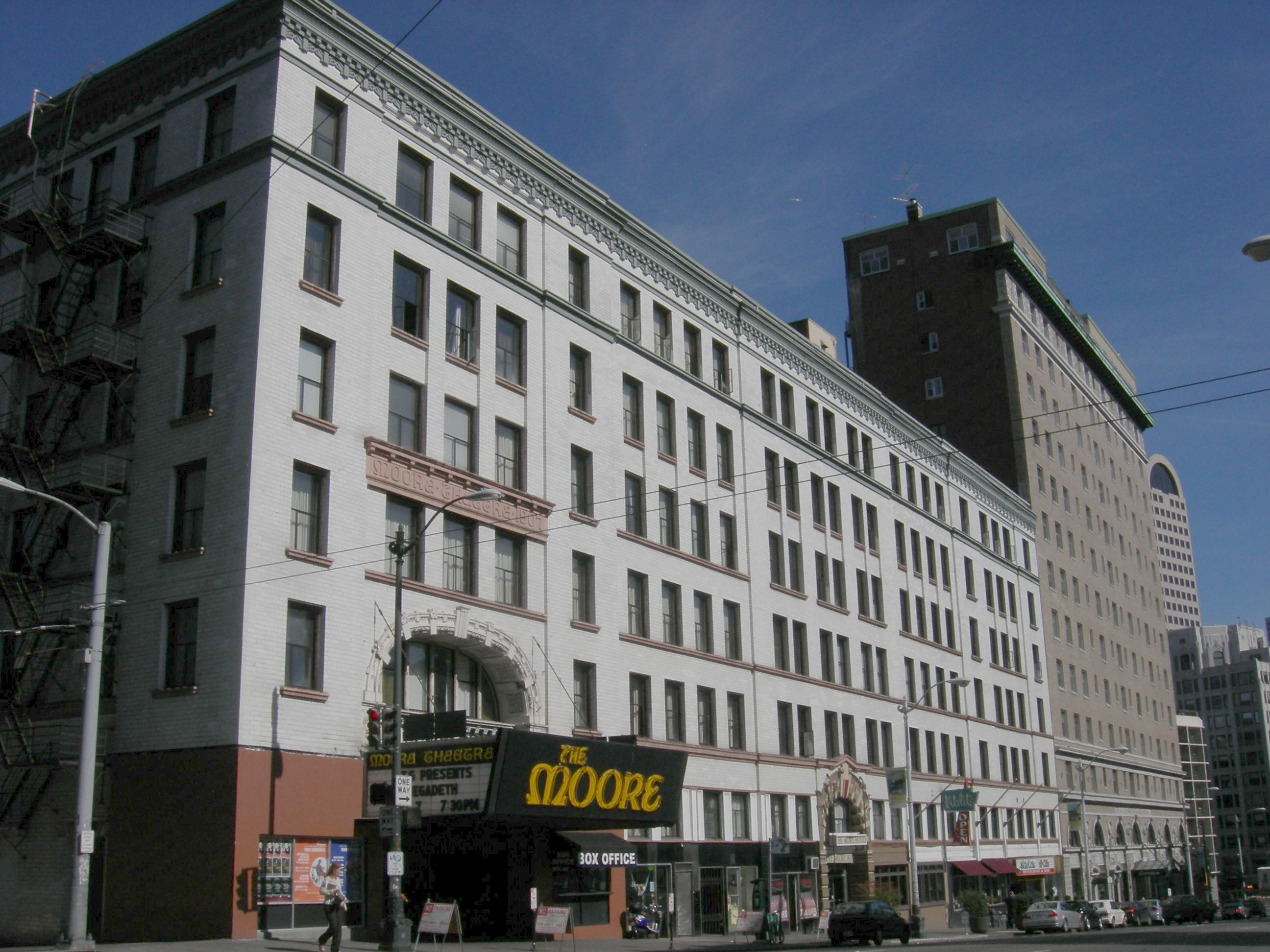
Moore Theatre – obiekt w Seattle, gdzie zespół nagrał album koncertowy Live at The Moore (1995)

Po wydaniu albumu zespół zagrał w kwietniu trzy występy. Dwa z nich miały miejsce w Moore Theatre, jeden w Crocodile Cafe. Koncert Mad Season w Moore Theatre z 29 kwietnia został zarejestrowany, wyreżyserowany przez Duncana Sharpa i opublikowany 29 sierpnia na VHS Live at The Moore. Zawierał on między innymi cover „I Don’t Wanna Be a Soldier” z repertuaru Johna Lennona, którego studyjna wersja Mad Season trafiła na wydany w tym samym roku tribute album Working Class Hero: A Tribute to John Lennon. Był to ostatni koncert zespołu w oryginalnym składzie, choć według Saundersa w planach był występ w programie Saturday Night Live.
W 1996 koncertowa wersja „River of Deceit” trafiła na składankę Bite Back: Live at Crocodile Cafe, lecz zespół w owym czasie nie był już aktywny. McCready i Martin powrócili do swoich macierzystych formacji, a Saunders dołączył do grupy The Walkabouts, z którą odbył dwie europejskie trasy koncertowe.

### Ostatnie lata (1996–1999)
W 1997 McCready, Saunders i Martin podjęli próbę reaktywacji Mad Season, mając przygotowanych szesnaście lub siedemnaście utworów w wersjach instrumentalnych. Stopień uzależnienia Staleya od heroiny uniemożliwił mu powrót do zespołu. McCready wyszedł z ideą zatrudnienia Lanegana na stanowisko wokalisty i zmiany nazwy grupy na Disinformation, lecz ostatecznie do planowanej współpracy nie doszło. Muzycy rozważali znalezienie nowego wokalisty, ale plany te przerwała śmierć Saundersa, który zmarł z powodu uzależnienia narkotykowego 15 stycznia 1999. Johnny Bacolas, muzyk współpracujący ze Staleyem przy projektach Sleze i Alice N’ Chains w latach 80., w jednym z wywiadów przyznał: „Saunders był bardzo smutny z powodu tego, że Mad Season nie udało nagrać się drugiej płyty”. Martin stwierdził, że śmierć basisty zakończyła definitywnie działalność zespołu.

## Po zakończeniu działalności

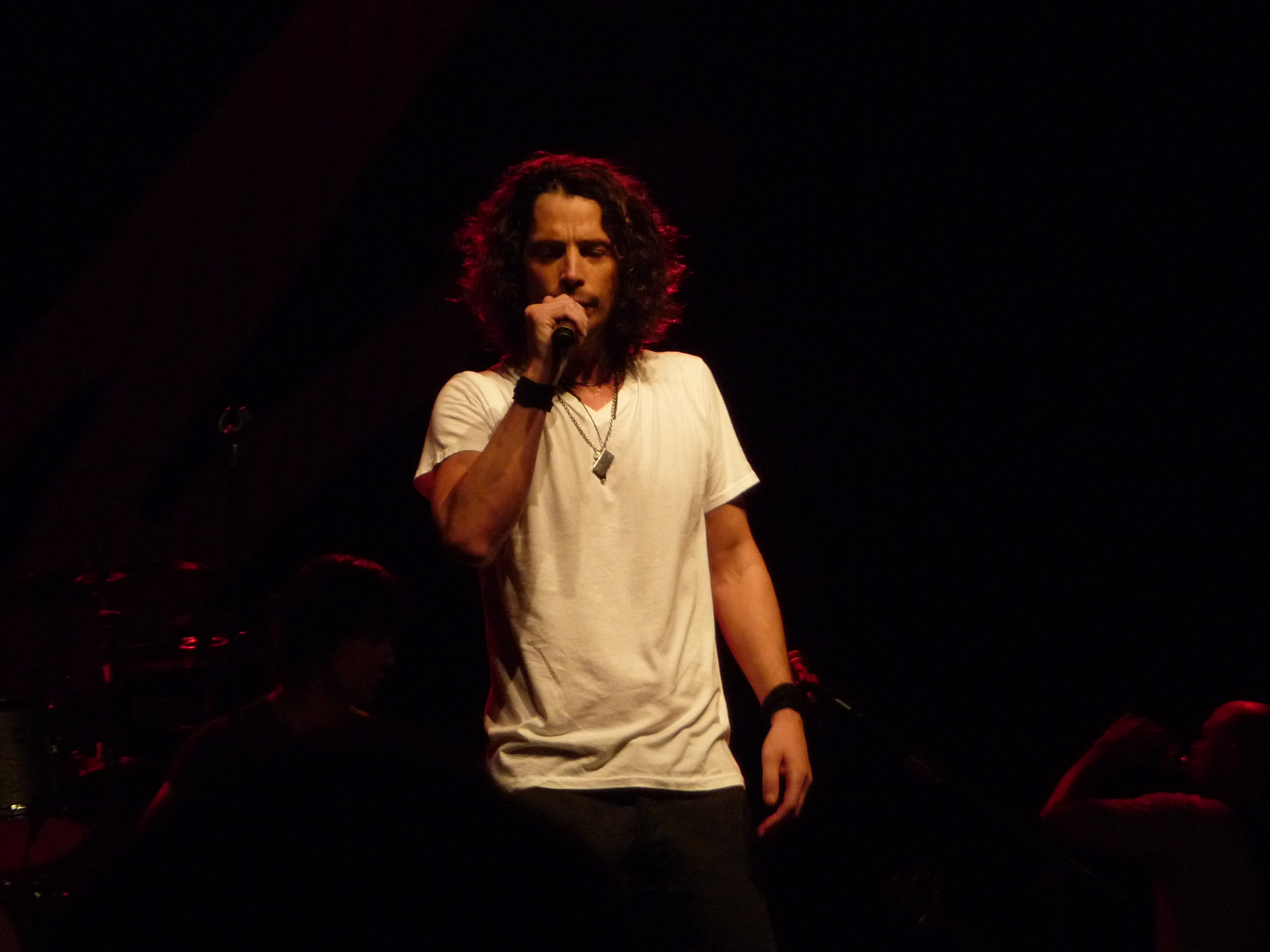
Chris Cornell wystąpił na płycie Sonic Evolution z 2015, wykonując utwory z repertuaru Mad Season i Temple of the Dog

Po śmierci Saundersa McCready powrócił do Pearl Jam oraz zaangażował się w nowy projekt muzyczny The Rockfords. Martin do 2000 występował w Screaming Trees, kiedy to zespół został rozwiązany. Od tego czasu pracuje jako muzyk sesyjny. W 2001 na krótko został perkusistą R.E.M. Wraz z gitarzystą Peterem Buckiem i basistą Mikiem Millsem został inicjatorem utworzenia supergrupy Tuatara. McCready wziął gościnny udział w realizacji debiutanckiej płyty formacji Breaking the Ethers z 1997. Staley powrócił do Alice in Chains. W listopadzie 1998 wziął udział w swoim ostatnim projekcie muzycznym, dołączając do supergrupy Class of ’99, z którą nagrał cover Pink Floyd – „Another Brick in the Wall”. W kwietniu 2002 zmarł z powodu przedawkowania mieszanki heroiny i kokainy, potocznie znanej jako speedball.
28 lutego 2010 McCready wystąpił podczas charytatywnego koncertu Hootenanny For Haiti w Seattle. W trakcie niespełna trzygodzinnego występu wykonał z zaproszonymi gośćmi „Heaven is a Place on Earth” Belindy Carlisle, „I’m So Lonesome I Could Cry” Hanka Williamsa oraz „Dead Flowers” z repertuaru The Rolling Stones. Po raz pierwszy od czasu rozwiązania Mad Season wykonał „River of Deceit”, gdzie partie wokalne sprawował Jeff Rouse.
W kwietniu 2013 wytwórnia Legacy Recordings wydała zremasterowaną wersję Above, która składała się z 2 płyt CD i jednej DVD. Wydawnictwo ukazało się w formie box setu i zawierało dodatkowo koncert Live at The Moore w pakiecie CD/DVD oraz na winylu, pełny zapis występu zespołu w RKCNDY z 31 grudnia 1994, a także nieopublikowane wcześniej utwory autorstwa Lanegana, które były przygotowane na drugi album studyjny.
Mike McCready i Barrett Martin wystąpili ponownie razem przy okazji koncertu Mad Season Sonic Evolution 30 stycznia 2015. Odbył się on w Benaroya Hall w Seattle przy akompaniamencie Seattle Symphony Orchestra. Na występie w roli wokalistów zaprezentowali się Chris Cornell, Jeff Angell i Kim Virant. Na gitarze basowej zagrał Duff McKagan. Gościnnie wystąpili również Eric „Skerik” Walton i Sean Kinney. Prócz utworów Mad Season zostały wykonane także covery z repertuaru Temple of the Dog. Zapis koncertu ukazał się na płycie Sonic Evolution.

## Charakterystyka twórczości

### Styl muzyczny

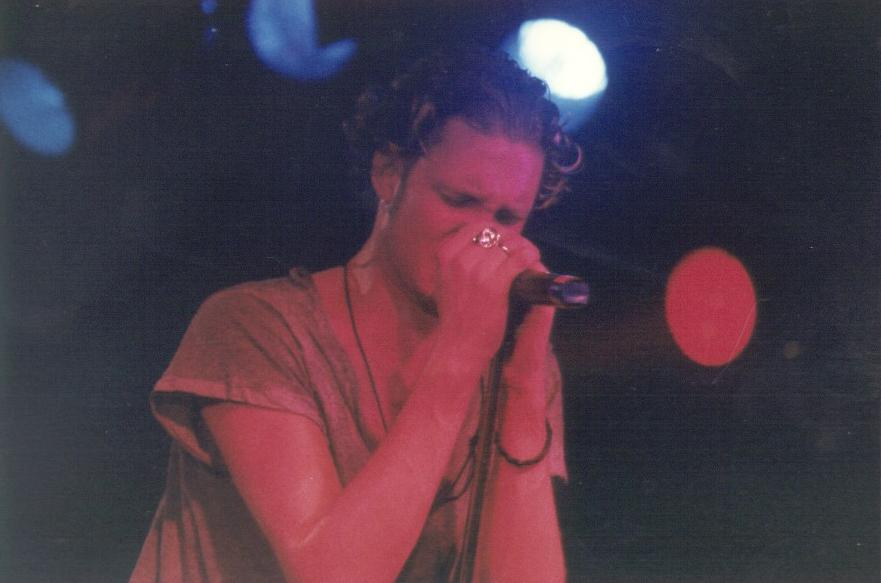
Staley poruszył w tekstach m.in. tematykę relacji interpersonalnych, inspirowanych książką Prorok

Muzyka Mad Season kategoryzowana jest przez krytyków jako rock alternatywny, blues, grunge i blues-rock. Stephen Thomas Erlewine z AllMusic napisał: „Płyta ta [Above] bagatelizuje proste haczyki i melodię na korzyść introspekcji i powolnego uatrakcyjnienia, od czasu do czasu flirtując z bluesem”. Autor dodał, że „Mad Season nie pogrąża się w najciemniejszych obszarach grunge’u”. Kyle Anderson na łamach „Entertainment Weekly” napisał, że „Mad Season jest zespołem bluesowym następnej generacji”. Stephen M. Deusner z portalu Pitchfork opisał brzmienie grupy jako „punk zintegrowany z rockiem klasycznym”. Autor podkreślił wyraźny wpływ zespołów Black Sabbath i Led Zeppelin. „Wake Up” porównał do „Planet Caravan” Black Sabbath z uwagi na psychodeliczny i mroczny klimat. Grę McCready’ego w „Lifeless Dead” przyrównał do stylu Jimmy’ego Page’a. „Wpływ Led Zeppelin słychać jest nie tylko w riffach, ale również w reakcji między gitarą a sekcją rytmiczną”. Jon Dolan z dwutygodnika „Rolling Stone” opisał styl muzyczny zespołu jako „ciężki blues”. Jonathan Gold z magazynu „Spin” porównał partie śpiewu Staleya do Bono i Lou Reeda, natomiast styl McCready’ego do brzmienia Bad Company i Pearl Jam. Jeden z recenzentów czasopisma on-line PopMatters, w swej recenzji napisał: „McCready wybiera bluesowe riffy i agresywne akordy w stylu Back Sabbath. Wokale Staleya unikają zwykłego i bezpośredniego mamroczącego warczenia normalnego dla nurtu grunge’owego, wywołując styl Roberta Planta z Led Zeppelin”. Scott Meisler z dziennika „Sun-Sentinel” przyznał w swojej ocenie: „«Wake Up» podnosi status albumu do tytułu «wielkiego». Przez siedem minut słuchacz jest wprowadzany w podróż poprzez świat muzyczny, liryczny i wokalnej doskonałości, tak rzadko osiągalnej we współczesnej muzyce rockowej”.
Barrett Martin w jednym z wywiadów odniósł się do klasyfikacji gatunkowej grupy: „To był po prostu prawdziwy rock oparty na bluesie; nie brzmiało to jak grunge, ani żaden z naszych macierzystych zespołów”.

### Teksty
Warstwa liryczna autorstwa Staleya ma charakter posępny i przygnębiający. Scott Meisler z „Sun-Sentinel” opisał ją jako „mroczną”. Autor podkreślił, że styl śpiewania jest jednym z najjaśniejszych punktów na płycie. „Muzyka w tle jest daleko poza odpowiednią, ale straciłaby większość swego prestiżu bez głosu Staleya”. Teksty napisane przez wokalistę w dużej mierze zostały zainspirowane książką Prorok autorstwa Gibrana, którą Staley czytał w trakcie trwania sesji nagraniowej. Tematyka warstwy lirycznej jest zróżnicowana. „Artificial Red” i „Lifeless Dead” odnoszą się do skomplikowanych relacji interpersonalnych, opartych na osobistych doświadczeniach z partnerką wokalisty – Demri Larą Parrott. Opowiadają o bardzo pokrętnej relacji, zdradzonej, podstawowej obietnicy pomiędzy ludźmi budującymi związek. „Lifeless Dead” to kompozycja o mężczyźnie u kresu życia, który umiera w najgorszym upodleniu, zaniedbany, porzucony. J.C. Macek z PopMatters przyznał, że brzmi on jak „bolesne przepowiedzenie własnej śmierci”.

## Nagrody i wyróżnienia
W 2013 redakcja miesięcznika „Teraz Rock” zestawiła Mad Season w gronie „20 najlepszych supergrup”. W 2016 zespół redakcyjny dwutygodnika „Rolling Stone” sklasyfikował Mad Season na 7. pozycji zestawienia „10 najlepszych supergrup”.

## Skład zespołu
Oryginalny skład

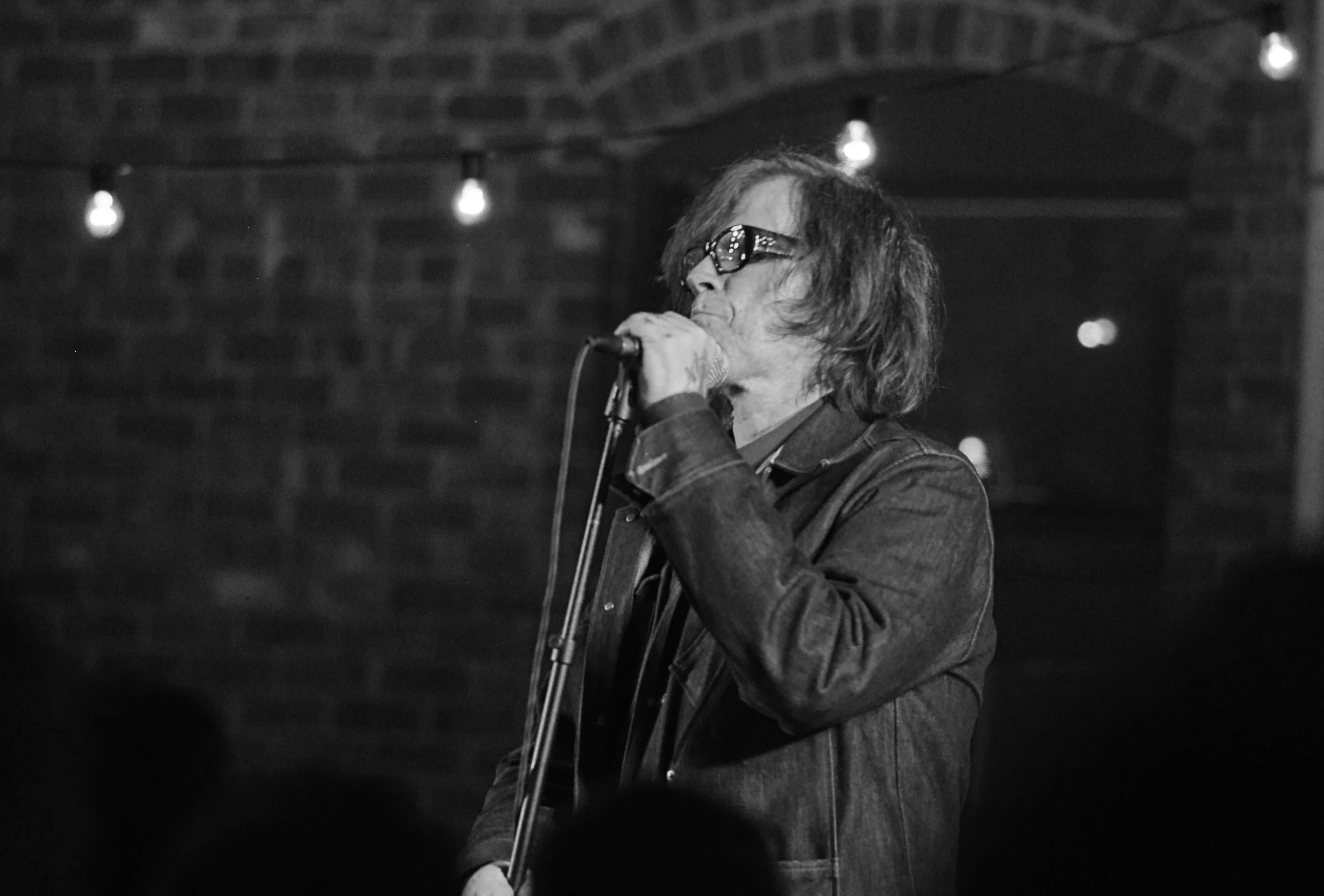
Mark Lanegan wystąpił gościnnie na albumie Above (1995)

- Layne Staley – śpiew, okazjonalnie gitara rytmiczna (1994–1997)
- Mike McCready – gitara rytmiczna, gitara prowadząca (1994–1999, 2012, 2014–2015)
- John Baker Saunders – gitara basowa (1994–1999)
- Barrett Martin – perkusja (1994–1999, 2012, 2014–2015)

Pozostały personel
- Mark Lanegan – śpiew, wokal wspierający (1994–1995)[9]
- Eric „Skerik” Walton – saksofon, perkusja (1994–1995, 2015)[42]
- Chris Cornell – śpiew (2015)[42]
- Duff McKagan – gitara basowa (2015)[42]